# 中华人民共和国出版物审查制度

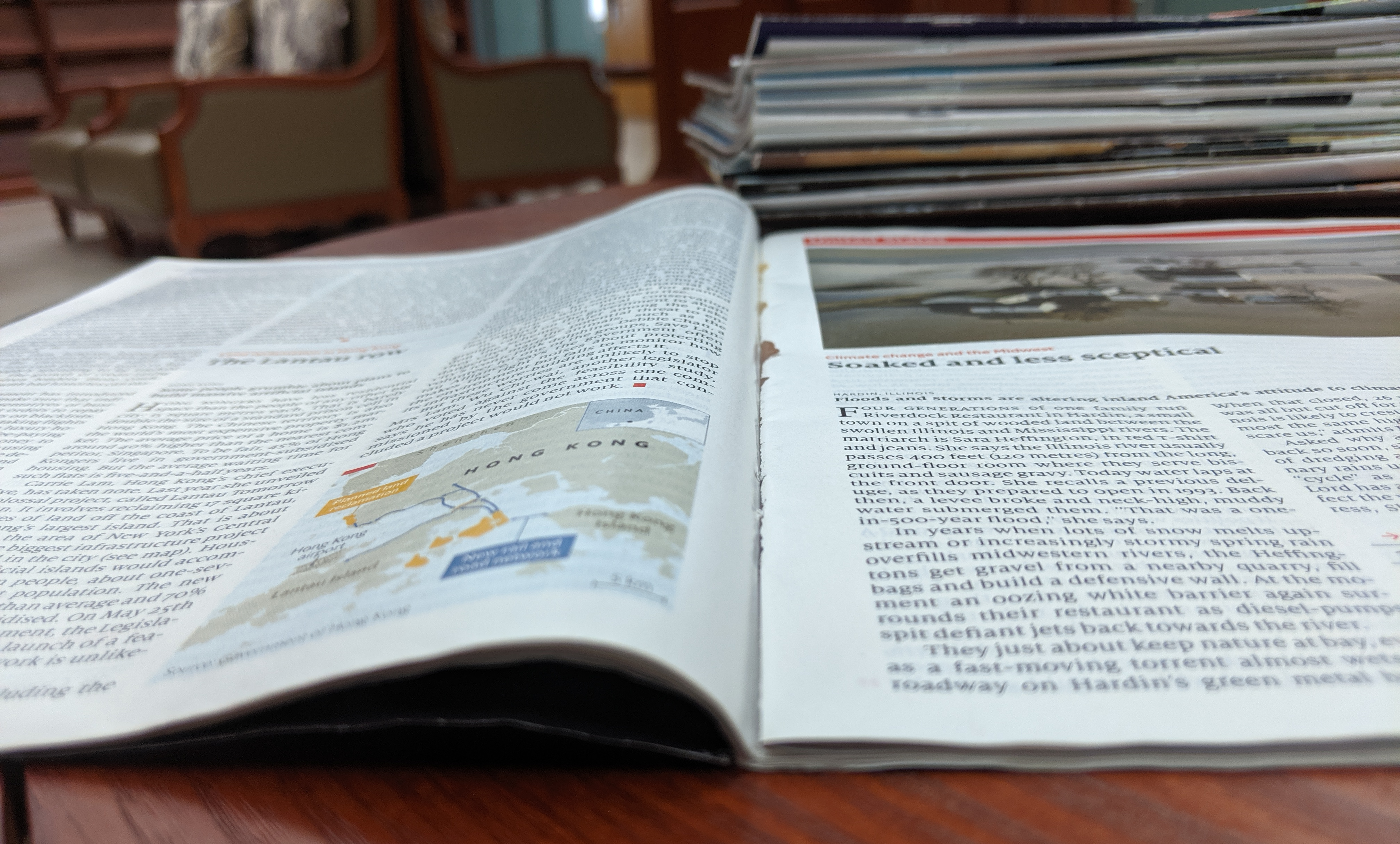
一本有关六四事件的相关内容被撕掉的《经济学人》杂志（2019年6月1日一期）。通过官方渠道进口的杂志书籍中，部分敏感内容会被用墨水、胶带盖住，或者直接撕掉。

中华人民共和国政府对在中国内地印刷、发行及从境外（包括港澳台）进口的出版物进行内容审查，这是一种行政行为。由于中国政府在实施出版物内容审查的范围、力度和标准都比较严格，引起争议并有一些负面评价。
当今负责执行出版物审查制度的主要政府机构是国家新闻出版署。

## 审查手段

### 电影與電視節目
国家新闻出版广电总局属下的电影审查委员会及电影复审委员会，审查能够在中国大陆放映的电影。电影审查委员会共由36人组成，来自各个行业。国务院在2001年12月25日颁发了《电影管理条例》，共11条，影片想要通过审查必须完全遵循这些标准，但11条标准裡其中只有一条是审查颜色深浅、声音录制等影片技术问题，其余都是有关电影内容，意识形态等，如不能泄露国家秘密、危害国家安全或者损害国家荣誉和利益，不能煽动民族仇恨，破坏民族团结，不能宣扬淫秽、赌博、暴力或者教唆犯罪，不能宣扬迷信和邪教等。广电总局声称电影审查委员会、复审委员会的成员是实行聘任制，聘期两年，但其网页上在2007年7月更新过一次名单後便再无下文。
2014年起广电总局计划采用两种措施來加强审查中國網站所播放之外来影片，一种选择是设立一个单独的中介机构作为外国版权方与中国互联网公司的中间人，禁止中国企业直接与外国版权方谈判许可，一种选择是建立一种“联合审查机构”，来决定哪些节目可以被播放或者需要剪辑的程度。

### 报刊
对于在内地出版、发行的所有报纸媒体，在转载通讯社报道方面，一律只能刊登新华社、中新社的通讯社报道，禁止直接使用其他通讯社的内容。只有新华社旗下刊物《参考消息》与人民日报社旗下刊物《环球时报》被允许能够直接引用刊登世界各大通讯社文章（而两者的内容时而会有过滤）。

### 海关及边检机关
中国各地的海关会在机场对国际进口的包裹、快件进行抽查，如果是EMS和FedEx、UPS、DHL等，则都会经过海关检查；EMS方面，在网上商城购买书籍或音像制品一般会在包裹箱的顶部附上书目清单，海关会根据书名决定是否开箱检查，一般书名涉及文化大革命、评价中国共产党及共产主义、现任中共领导人、胡耀邦及赵紫阳、六四、“╳╳内幕”等及由民运、寻求地方独立人士撰写的书籍会被没收，有时也可能会将涉及中国政府敏感话题的版面撕掉，但部分书籍即使大陆没有出版或只有删减版，书名没有涉及敏感字眼的亦可进口。UPS等快递方面，如包裹没有列出书名，通常会按数量抽查，如果超过数量较多，会较大机会被开箱查验。
使用普通航空或水陆包裹，海关查验的机会会更低。所有进口的书目，即使获准放行，如总价超过800人民币，也有可能会被要求退件或补交税款。
通过香港、澳门陆路带入的书籍，一般数量不多，放入书包等过关，海关不会检查。但若使用行李箱就需经X光检查，容易被要求开箱检查，如果海关认为该书籍或报章不能入境，一般会要求旅客把这些刊物投入“自愿回收箱”，如果旅客不投，海关缉私科会开出《收缴清单》（理由是因携带物品与申报不符或未申报被暂时扣留，但实际是不予归还），如果数量较多还要写陈述表，内容是“你是否认可该处罚决定”、“物品来源”、“去向及用途”等内容，个人资料也会被录入系统。深圳、珠海、广州各海关拥有禁书库，但不会对公民公开，声称名单是“内部掌握”。面对民众质询，海关官员通常都含糊其辞。如果被没收人士不服，可行政诉讼海关或向人民法院起诉。現時固定不能入境的主流刊物是《蘋果日報》及旗下《壹週刊》。
如果从香港、澳门乘坐飞机至内地，会被安排至内地机场的国际出口离开。如果乘坐广九直通车，在广州东站的出口会有天河海关把手，海关会在这些出口检查旅客的行李是否有违禁品，当中也包括书籍等。
一般情况下，各地邮政海关、机场海关的没收范围及力度会较珠海、深圳的陆路海关的为低。
除此之外，根据《中华人民共和国出境入境管理法》，出入境边防检查机关移民管理警察可以对入境人员携带的物品实施边防检查。因此，边检移民管理警察亦会对入境人员携带的境外出版物进行检查，如移民管理警察认为该出版物不能入境，则会被没收。

### 官方进口
中华人民共和国对境外报纸设有严格限制，所有非中国大陆出版的报章均需进口，禁止在大陆任何地方印刷，例如《华尔街日报》、《金融时报》、《纽约时报》、《联合早报》等。出于成本考虑，这些欧美的英文报纸只能选择靠近内地的香港进行印刷并运到内地，并开通中文网站方便绝大部分不能买到报纸的大陆民众，如FT中文网、华尔街日报中文网、纽约时报中文网等。
中国图书进出口（集团）总公司是中华人民共和国政府指定的唯一代理境外报紙與音像制品进口的机构。在中图广州公司订阅的报章每天经深圳海关检查後发往大陆，其他地方则由航空运输。海关一般重点检查香港及台湾中文报纸每天的中国版内容，如果版面大部分为敏感新闻则会每份的该版面都用人手抽起，有些报纸的六合彩搅珠结果也会被涂抹。
中华人民共和国政府允许绝大部分港澳台的中文主流报纸进口，包括香港的《明報》、《南華早報》、《經濟日報》、《東方日報》等，及台灣的《自由時報》、《中國時報》、《聯合報》等。明令禁止的只有壹傳媒旗下的港台版《蘋果日報》及其他附屬刊物。主流雜誌方面，曾允許进口《亞洲週刊》，後來突然禁止。在中国大陆，上述大部分媒体的网站都是被防火长城干扰或完全封锁。
中国图书进出口（集团）总公司代理的报纸，往往一年的订阅价是原价的一倍以上。如《東方日報》在香港售价6港元，约4.9人民币，一年共约1788.5元；但在中图广州公司就需要4400元（约每份12元），中图上海公司更高达5840元（约每份16元），价格高昂。
订阅境外报章杂志还设有限制。部分报刊私人订阅必须附有外籍人员（港澳台同胞）身份证或护照复印件，企业订户附营业执照复印件，普通民众禁止订阅。一般情况下，只有香港的三份左派报章《大公報》、《文汇报》和《香港商報》，以及《凤凰周刊》、《镜报月刊》等亲建制派香港杂志可以在市面向民众公开贩售；广州市方面，还可以经常在市面上买到《東方新地》、《Yes!》（1990年代後期起，2014年停刊）、《Milk誌》、《TVB周刊》（曾在7-Eleven贩售多年）等香港娱乐杂志。一些专门经营外文书刊的书店（如各地的“外文书店”）出售的境外报刊杂志种类相对丰富一些，《南华早报》、《亚洲华尔街日报》、《时代》（亚洲版）、《国家地理》、《读者文摘》（英文版及繁体中文版）之类的境外报刊杂志都可以任意购买。一些境外报刊，如香港《大公報》、《文汇报》、新加坡《联合早报》、日本《周刊少年JUMP》、美国《时代》（亚洲版）等也可通过中国邮政订阅，并获发中国邮政指配的邮发代号。

### 书籍
中国大陆的出版社目前是通过自我审查的形式出版书籍，而且必须拥有由新闻出版总署发出的“书号”才能发行。作者向出版社递交书稿交编辑审核，返回修改或删减意见，作者自行修改後再次递交，如此重复直到被出版社认可并上报所在省的新闻出版局审查并通过後方能成功出版，类似广电总局审查电影的形式。由于新闻出版总署只配给书号给认可的官方出版机构，因此民间出版人只能给出版社一定费用才能获得书号，再以该出版社名义出书，即所谓的“买卖书号”。虽然买卖书号的方式并不符合政府相关规定，但政府默许这种做法，以至于此现象成为大陆出版界习以为常的行规。另外不少作家为了完整出版作品，会选择在香港或台湾的出版社另外发行完整版或「一刀未剪版」。
现在，中国大陆也有相当多的书店经营港澳台及海外进口书籍，惟由于进口关税、物流成本等因素，价格普遍高于原始定价，有些甚至要高出一倍左右。

## 相关法律法规

### 海关方面
《收缴清单》所引用的法律条款为《中华人民共和国海关行政处罚实施条例》（国务院发布）第62条第一款第二项。相关条文是：“有下列情形之一的，有关货物、物品、违法所得、运输工具、特制设备由海关予以收缴。……（二）散发性邮寄国家禁止、限制进出境的物品进出境或者携带数量零星的国家禁止进出境的物品进出境，依法可以不予行政处罚的。”
对于书籍，海关方面称是由《中华人民共和国海关进出境印刷品及音像制品监管办法》来界定“国家禁止、限制进出境”。《监管办法》由中华人民共和国海关总署发布，2007年6月1日起施行。在此之前，海关总署还分别于1988年和1991年发布过类似规定，即“办法”的前身。在“禁止入境”印刷品一项，发生过几次变化：在1988年，“具体描写性行为或色情淫秽内容的”、“宣扬星占、卜卦、风水、相命等迷信内容的”图书都属于禁止入境之列，至1991年，后者消失了，到2007年，前者也消失了，代之以“宣扬淫秽、赌博、暴力或者教唆犯罪的”。在1988年和1991年，“其他对中华人民共和国政治、经济、文化、道德有害的”图书也全部禁止入境，至1997年，这一笼统模糊的表述也没有了。
不过，《行政处罚法》也规定：“对违法行为给予行政处罚的规定必须公布；未经公布的，不得作为行政处罚的依据”，有律师认为“秘密的未经向公众公布和表明适用于公众的所谓内部规定（或者‘内部掌握’），不应该用来作为所谓执法依据。”

#### 起诉海关案件
2002年，北京律师朱元涛从香港带回《红太阳是怎样升起的——延安整风运动的来龙去脉》一书，在北京机场被海关查扣。他在北京市第二中级人民法院起诉了首都机场海关。此案被称为首起海关审查违禁印刷品引发的诉讼。
朱元涛一审败诉后上诉至北京市高级人民法院，北京市高院二审判决指出，首都机场海关所作的行政处罚决定书缺乏对禁止进境事实认定的依据，其做法违背了行政执法“行为有据”的基本原则，判处首都机场海关撤销查扣决定，朱元涛胜诉。北京市高院还在审理阶段查明了一个关键事实——对于印刷品进出境问题，海关总署从未根据海关法和其他有关法律法规并会同国务院有关主管部门确定及公布禁止进出境印刷品的名单，仅有内部网站上的禁止进境印刷品目录为据。但在两个月後，北京市高院又对此案作出了改判，重新维持了首都海关没收该书的行政处罚。
而发生在2009年10月，知名中国研究学者冯崇义诉广州海关扣留他回国时带回书籍行政违法一案，被广州市中级人民法院以海关施用法律虽有“瑕疵”，但行为“合法”被驳回起诉。

### 党政机关人员方面
虽然中国大陆并未规定普通民众持有禁书属于违法行为（宣扬恐怖主义的图书除外），但对于中国共产党党员而言，该行为属于违反党纪。 根据2018年8月26日公布修订，10月1日起施行的《中国共产党纪律处分条例》第47条第2款规定：私自携带、寄递第45条、第46条所列内容之一的书刊、音像制品、电子读物等入出境，情节较重的，给予警告或者严重警告处分；情节严重的，给予撤销党内职务、留党察看或者开除党籍处分。而该《条例》第45条、第46条所列的内容包括坚持资产阶级自由化立场、反对四项基本原则、反对改革开放决策、妄议中共中央大政方针，破坏党的集中统一、丑化党和国家形象，或者诋毁、诬蔑党和国家领导人、英雄模范，或者歪曲党史、中华人民共和国历史、人民军队历史以及其他含有“严重政治问题”的内容。由于中华人民共和国所列的大部分禁书含有上述所列内容，因此党员是不能私自携带和持有禁书的。
比较典型的案例是在2017年2月20日，广西壮族自治区供销社原副巡视员彭怀忠，因购买并私藏违禁出版物而被广西壮族自治区纪委开除党籍。此后重庆市丰都县国土房管局原党组书记、局长李强华、重庆市渝北区委原常委吴德华、贵州省委原常委、省政府原副省长王晓光，也因类似的问题被开除党籍，上述三人的情况通报均为阅看“有严重政治问题的境外书刊”。

## 内地出版物被禁事件

### 书籍
文化大革命初期，一些红卫兵组织搜集了过去报刊发表过的毛泽东论著和毛泽东的内部讲话、文稿、批示、批语等，编印成《毛泽东思想万岁》等各种版本的毛泽东论著集，也称“万岁本”， 有许多内容是相关出版物所没有的。 由于是非政府批准的正式出版物，出版不久就被查禁。
下面列出一些曾成功在内地出版作品但後来被禁的案例：
- 2004年1月，章诒和的《往事並不如煙》曾成功在内地由人民文学出版社出版，但在官方审阅後禁止再版。
- 2006年12月下旬，國家新聞出版總署傳出消息，有七本已出版與一套叢書共11本被列為「重大出版違規書」，禁止繼續發行、再版，已發行的緊急收回，收回的全部銷毀；在2007年1月11日全國圖書定貨會開幕前，由國家新聞出版總署副署長鄔書林在舉行的通報會議上宣佈，因其題材「越線」而被列入作為「掃黃打非」的對象禁止繼續發行，一同被禁的還有前央视记者朱凌著的《我反对：一个人大代表的参政传奇》、朱華祥的《新聞界》、退休作家袁鷹的《風雲側記－我在人民日報副刊等歲月》、胡發雲的《如焉@sars.come》等八部敏感題材著作，而據報被禁之原因也是因為其家族在近代歷史中特殊身份所致，出版社亦受嚴厲查處，恰巧該年亦為反右運動50周年，雖然被禁的有八位作者，但以章之反應最為強烈，事件亦以她為代表。香港《文匯報》在2007年2月報道指，內地各大網站已收到宣傳主管部門下發的通知，指近來網上流傳「新聞出版總署查禁八本圖書」消息是「嚴重失實」。
- 2010年12月，韩寒的《独唱团》在出版第一辑後，出版社突然拒绝再出版第二辑，期间没有任何政府部门进行解释。韩寒称《独唱团》是属于“以书代刊”的出版流程，根据规定，期刊出版必须经国家新闻出版总署批准，需有国内统一刊号才能出版。而《独唱团》中的一些文章观点较为尖锐，出版审核非常麻烦，很难运作，故无法继续再版。
- 2011年5月，壹传媒老板黎智英的自传《我是黎智英》删减版也由广东珠海出版社（珠海特区报社集团下属单位）出版，内容主要是讲述黎的创业经过和心得，并大受欢迎[來源請求]。但因黎智英不受中共欢迎，故出版社不仅被新闻出版总署以违规为由查处书籍，还吊销出版社牌照，20多人被安排其他部门或面临失业，有消息人士指出版社社長、副社長、總編輯等高層几乎皆被撤職。[21]新闻出版总署给出的理由是，2010年2月至2011年2月，珠海出版社在出版包括13种教辅图书在内的22种图书过程中，向合作方或作者收取数额不等的管理费，未履行编辑、校对、印刷、发行环节的职责，管理失控，构成买卖书号行为。其中9种教辅图书使用同一个书号出版多卷本丛书，每分卷单独定价，构成一号多用行为。违反《出版管理条例》、《图书出版管理规定》等有关法规，故对该社作出吊销《图书出版经营许可证》的行政处罚。[22]出版社一名前高层向香港《苹果日报》表示，之所以选择出版这本书是符合大陆的读者需求。而出版《我是黎智英》时已对原书中涉及敏感的内容删去，只讲述他的身世及投身制衣厂、打响佐丹奴品牌的过程。虽然书面提到黎智英创办的《壹周刊》和《苹果日报》，但仅仅是广告词，书中没有涉及这些媒体的立场及内容，同时按照大陆的出版规定，选题并报广东省新闻出版局审查通过，具体编辑发行则由北京民营磨铁图书公司负责，出版过程完全合法。被禁事件是因香港某左派报纸向北京当局告御状所致。[23]
- 2013年8月，原定於中國內地出版簡體中文版的輕小說《NO GAME NO LIFE 遊戲人生》因為特殊台詞與體制被禁止出版[24][25]。
- 2014年1月，以《約會大作戰》系列为首，天闻角川的出版品于中国大陆网络销售渠道几乎全面下架，在各地实体书店也被不同程度的撤下[26]；直至4月初，官网的商城专区有部分轻小说恢复上架，京东商城和亚马逊中国也有部分轻小说恢复销售。下架事件期间，天闻角川原预定出版计划基本停滞；开始恢复上架后，小说类出版品转由浙江人民美术出版社、台海出版社、崇文书局和百花洲文艺出版社出版，装帧设计较先前亦有改动。

### 报纸
以下是媒体广泛报道的知名案例：
1989年4月，中共上海市委要求《世界经济导报》删除“悼念胡耀邦同志座談會”的三万字長篇報導中的一部分内容共500字，但《世界经济导报》总编钦本立拒绝删除并把文章刊登于第439期报纸上而被上级主管部门要求停刊整顿。
2003年至2004年南方都市报案，《南方都市报》编辑程益中、总经理兼副主编喻华峰、南方日报报业集团社委李民英被以贪污、行贿、受贿、私分国有资产等罪名逮捕及判刑，由于普遍怀疑是由于《南方都市报》关于孙志刚案和SARS事件报道而引起地方政府的报复、以及司法裁定中的巨大争议而广为关注。中国大陆学界、新闻界曾为此发起连署声援活动。
2005年12月新京报撤编事件，是发生在《新京报》的一次管理层人事撤换引发的事件。由于当时的《新京报》以挖掘社会问题、敢于直言的评论而出名，加上中国国内对媒体的审查环境，故本次事件引起海内外广泛关注。
2006年1月11日，第574期《冰点周刊》刊登中山大学哲學系袁伟时教授《现代化与历史教科书》一文，引起中共中央宣传部强烈不满，并于2006年1月20日內部發行《新闻阅评》第34期上进行了严厉批评文章「為早定結論的歷史問題翻案，在黨的思想陣地上不止一次地散播有嚴重錯誤的觀點」「是對我們黨倡導的社會主流文化的惡意詆毀」。共青团中央宣传部于2006年1月24日上午下令将《冰点周刊》停刊整頓。
2007年，设在北京的《中国发展简报》的创刊编辑在与中国政府谈判失败宣布简报永久停刊。这是一个受欢迎的通讯刊物，这个刊物十多年来一直在观察中国大陆公民社会的成长，网站设在英国一个服务器上。10月，在英国出生的编辑高扬在网站上写道：9月中国政府拒绝他重新入境。11月6日，记者无国界表示，拒绝高扬入境是为了迫使简报停刊。在该报把服务器移至内地後，电子版获准重新刊登。
2008年7月24日，《新京报》刊登了记者访问美籍华裔记者刘香成的报道。虽然报道中没有提及六四事件，但报道中出现了一张有数名青年骑着三轮车，用木板载着伤者，高速行走的照片，而伤者都是在镇压时中枪受伤的学生。事发后，当日的《新京报》被紧急收回，同时中宣部及国家新闻出版总署已对该事件下令追查。此事件也被定性为“严重政治事件”。

### 杂志
1978年9月，文化大革命中被停刊多年的《中国青年》杂志复刊。但复刊后的第一期便被当时主管宣传工作的党中央副主席汪东兴下令查禁。查禁的理由是：
1. 刊物中登载了一些1976年四五天安门事件的天安门诗抄，有为“反革命事件”叫屈的嫌疑；
2. 杂志裡没有登载毛泽东的诗词；
3. 杂志裡没有登载华国锋的题词；
4. 有一篇文章中提出了：要破除“现代迷信”，即破除对毛泽东的迷信。——这在当时是极具震撼力的观点，也是刊物被禁的最主要原因。

但当期《中国青年》顺利出版。1978年9月复刊后改为月刊，但因出刊日期原因，当年只出版了4期。